# 槇野翔太
槇野 翔太（まきの しょうた、1988年3月4日 - ）は、神奈川県横浜市出身の日本の写真家である。

## 経歴・人物
大学在学中に写真部に誘われて写真を始める。
その後、日本写真芸術専門学校夜間部を経て、六本木スタジオにてスタジオマンを経験。
2015年カメラマン渡辺達生に師事。
2017年から独立しフリーカメラマンとして、人物写真を中心に、雑誌撮影などで活動している。